# Stephen O’Donnell (Fußballspieler, 1992)
Stephen Gerard O’Donnell (* 11. Mai 1992 in Bellshill) ist ein schottischer Fußballspieler, der beim Erstligisten FC Motherwell spielt und seit 2018 auch schottischer Nationalspieler ist. Er wird meist als rechter Außenverteidiger eingesetzt.

## Karriere

### Verein
Stephen O’Donnell wurde 1992 in Bellshill, einem Vorort von Glasgow geboren. Er begann seine Karriere in der Jugend bei den Wishaw Wycombe Wanderers etwa 23 km südöstlich von Glasgow. Danach war er beim FC Aberdeen aktiv, und dort Kapitän der U17-Mannschaft. Ab dem Jahr 2011 spielte er in der Jugendakademie von Celtic Glasgow. Mit der U19 gewann er im April 2011 den Scottish Youth Cup im Finale gegen die Rangers. Als 19-Jähriger wechselte O’Donnell zum damaligen schottischen Zweitligisten Partick Thistle. Sein Debüt gab er am 17. September 2011 gegen Ayr United zunächst als Einwechselspieler, konnte sich aber schon nach kurzer Zeit einen Stammplatz sichern. Mit dem Verein gelang ihm im Sommer 2013 der Aufstieg in die Scottish Premiership. Nach zwei Spielzeiten in der höchsten schottischen Spielklasse wechselte der Außenverteidiger zu Luton Town in die vierte englische Liga. Von dort kehrte er 2017 zurück nach Schottland und spielte die folgenden drei Jahre beim FC Kilmarnock, wo er Nationalspieler wurde. Im August 2020 wechselte er innerhalb von Schottland zum FC Motherwell.

### Nationalmannschaft
Stephen O’Donnell spielte im Jahr 2013 einmal in der schottischen U21-Nationalmannschaft gegen Griechenland. Im Mai 2018 wurde O’Donnell von Alex McLeish in den Kader der A-Nationalmannschaft für die Länderspiele gegen Peru und Mexiko berufen. Sein Debüt gab er am 30. Mai 2018 gegen Peru. Für die Bravehearts kam er danach gegen Mexiko und Belgien zu zwei weiteren Freundschaftsspielen, bevor er am 10. September mit Schottland in der neu eingeführten Nations League gegen Albanien antrat.
Zur Fußball-Europameisterschaft 2021 wurde er in den schottischen Kader berufen, kam aber mit diesem nicht über die Gruppenphase hinaus.